# Saint-Pierre-les-Étieux
Saint-Pierre-les-Étieux – miejscowość i gmina we Francji, w Regionie Centralnym, w departamencie Cher.
Według danych na rok 1990 gminę zamieszkiwało 759 osób, a gęstość zaludnienia wynosiła 28 osób/km² (wśród 1842 gmin Regionu Centralnego Saint-Pierre-les-Étieux plasuje się na 511. miejscu pod względem liczby ludności, natomiast pod względem powierzchni na miejscu 419.).